# Synthecium formosum
Synthecium formosum är en nässeldjursart som först beskrevs av Fewkes 1881.  Synthecium formosum ingår i släktet Synthecium och familjen Syntheciidae. Inga underarter finns listade i Catalogue of Life.